# Parafia św. Andrzeja Boboli w Warszawie (Mokotów)
Parafia św. Andrzeja Boboli w Warszawie – rzymskokatolicka parafia należąca do dekanatu mokotowskiego, archidiecezji warszawskiej, metropolii warszawskiej Kościoła katolickiego, w dzielnicy Mokotów, w Warszawie.

## Historia
Parafia została erygowana w 1953. Obsługiwana przez księży Jezuitów.  

### Kościół parafialny
Kościół wybudowany w latach 80. XX wieku przy ul. Rakowieckiej. 

### Kaplica
Od 1990 roku w szpitalu MSWiA, znajduje się kaplica Miłosierdzia Bożego należąca do parafii św. Andrzeja Boboli.

### Sanktuarium
Sanktuarium św. Andrzeja Boboli w Warszawie